# Altamurai ember
Az altamurai embert 1993-ban a Bari Egyetem expedíciója fedezte fel Altamura, olaszországi város közelében. A feltáráskori első kormeghatározás 400–150 ezeréves időintervallumot állapított meg, és mivel a neandervölgyi emberre emlékeztető vonásokat is találni véltek (maga a kormeghatározás is morfológiai bélyegekre támaszkodott), a Homo heidelbergensis fajba sorolták. A fosszilis embermaradványok korát ma már inkább 250 ezer évnél későbbinek, legnagyobb valószínűséggel 172–130 ezerévesnek tartják. Besorolása is többször változott, az első heidelbergi meghatározás után korai Homo sapiensnek, a DNS-vizsgálatok után Homo sapiens nenaderthalensisnek tartják. 160–165 cm testmagasságú ember volt.
A lelet egy cseppkőbarlangban került elő, a nagy barlang bejáratától távol, mintegy nyolc méter mélységben. Kivételesen jó megtartású és viszonylag teljes csontváz, amelyen külsérelmi nyomok nem találhatók, de nehezen vizsgálható, mert törékennyé vált és a cseppkőképződés már magukon a csontokon is kalcitkérget képzett. A barlang padlója más élőlények szétszórt csontjaival volt teli. Ezért csak feltevések vannak arra vonatkozóan, hogyan került a barlang mélyére. Lehetséges, hogy eltévedt, vagy egy csontokon nem látszó, de súlyosabb izomsérülés miatt húzódott meg itt és végül meghalt, vagy egyszerűen beszorult egy repedésbe és szomjan halt. Esetleg ragadozó is oda hurcolhatta, amely végül nem evett belőle. Jelenleg a barlang zárt, a leletkörülményeket a kiállító múzeum – amelyet a barlang mellett alakítottak ki – mutatja be.